# Honoré Gazan
Honoré Théodore Maxime Gazan de la Peyrière (pronunciación en francés: /ɔnɔʁe teɔdɔʁ maksim ɡazɑ̃ də la peʁjɛʁ/; 29 de octubre de 1765 - 9 de abril de 1845) fue un general francés que luchó en la Guerras Revolucionarias Francesas y las Guerras Napoleónicas.
Gazan comenzó su carrera militar como artillero en la Guardia Costera francesa. Más tarde fue nombrado miembro de la Royal Life Guards y, al comienzo de la Revolución Francesa en 1789, se unió a la Guardia Nacional Francesa. Después de servir en el valle del Alto Rin y los Países Bajos, se unió a André Masséna en Suiza en 1799 y luchó en las batallas de Winterthur y Primera Zúrich. En agosto de 1805, Gazan comandó una división del ejército que rodeó a los austriacos en la Ulm. El 11 de noviembre, bajo el mando de Joseph Mortier (Edouard Adolphe Casimir Joseph Mortier), su división proporcionó la vanguardia en el avance sobre Viena. Mortier extendió demasiado su línea de marcha y la división de Gazan fue rodeada por el ejército de la Coalición de Kutuzov; Gazan perdió el 40 por ciento de su fuerza en la Batalla de Dürenstein. Tras la derrota prusiana en la Batalla de Jena-Auerstadt, se trasladó con Jean Lannes a la península ibérica. Allí participó en la toma francesa de Zaragoza y en varias acciones importantes de la larga Guerra Peninsular, incluyendo la Batalla de la Albuera y la Batalla de Vitoria.
Durante los Cien Días, Gazan eventualmente se unió a la causa de Napoleón, aunque no tenía un comando de campo. En 1815, juzgó el juicio de Michel Ney por traición, pero se negó a llegar a un veredicto. Incursionó brevemente, y sin éxito, en la política en la década de 1820. En 1830, fue elevado a la nobleza francesa y ocupó un mando de división en Marsella, pero para entonces era un anciano y se retiró en 1832. Murió en 1845.

## Familia y carrera militar temprana
Gazan nació en el pequeño pueblo de Grasse, en los Alpes-Maritimes. Su padre, abogado, lo envió al colegio de Sorèze, donde recibió entrenamiento militar. Gazan era segundo teniente en los cañoneros de la Guardia Costera de Antibes a la edad de quince años. En 1786, fue nombrado miembro de la Royal Life Guards, Company Écossaise. Posteriormente también se unió a la Masones.

## Guerras Revolucionarias Francesas
Al estallar la Revolución francesa en 1789, Gazan volvió a Grasse y se unió a la Guardia Nacional. En 1790, se convirtió en capitán y, en 1791, en teniente coronel del batallón de voluntarios local del Var (Var (departamento)). En 1792, con la declaración de la guerra con Austria, fue enviado al 27º Regimiento. Su regimiento sirvió por primera vez en el deber de guarnición en Estrasburgo, pero en diciembre de 1793 participó en la Batalla de Wissemburgo (Segunda Batalla de Wissembourg (1793)). En mayo de 1794, Gazan se convirtió en comandante de batallón de la nueva 54ª Demi-Brigada. El 4 de julio, derrotó a los prusianos en Kuppenheim ordenando a sus tamborileros que golpearan una carga, convenciendo a los prusianos de que los superaban en número. Fue ascendido a coronel de brigada el 11 de julio y llevó a sus tropas a la victoria contra los Prusians en Trippstadt.
En 1796, se unió al Ejército del Rin, bajo el mando de Jean Victor Moreau. Esta fue su primera campaña y fue ascendido a general de brigada en reconocimiento a sus destacados logros en la Batalla de Ettlingen. Gazan fue herido el 22 de noviembre de 1796 y llevado al hospital en Estrasburgo para su recuperación, donde conoció a Marie Madeleine Reiss; después de su matrimonio, ella frecuentaLo acompañé en sus campañas y tuvieron varios hijos.

### Campaña suiza
El 4 de abril de 1799, su superior y amigo André Masséna lo transfirió al Ejército del Danubio, en ese momento ubicado en el noreste de la meseta suiza. Allí tomó el mando de una brigada débil (con poco personal) en la pequeña ciudad de Winterthur, en el norte de Suiza. El 26 de mayo, Michel Ney, el recién nombrado general de división, tomó el mando de la línea de avanzada que protegía la principal fuerza francesa en Zúrich. Al día siguiente, Friedrich, Baron von Hotze, llegó con cerca de 8.000 soldados fronterizos austriacos experimentados y curtidos en la batalla, incluido el 12º de Infantería Manfredini, un batallón de granaderos húngaros, y seis escuadrones de los Dragones Waldeck. En la choque que siguió, Ney ordenó a la brigada con personal insuficiente de Gazan que se dirigiera al centro, donde estaba pronto abrumado. En retirada, cruzaron con seguridad un puente que cruzaba un pequeño río, el Töss, pero la caballería que custodiaba el puente se vio obligada a retroceder. Después de colocar sus baterías en una ligera pendiente para proteger la retirada de los austriacos, el herido Ney entregó el mando a Gazan, quien organizó y dirigió la exitosa retirada.
Unos días más tarde, en la Primera Batalla de Zúrich (4 de junio de 1799), la fuerza austríaca dominó las líneas francesas. Como parte de la V. División del Ejército del Danubio, Gazan volvió a comandar la retaguardia después de que la fuerza de Massena se retirara del ejército del archiduque Carlos y se retirara cruzando el río Limmat. Más tarde ese año, se enfrentó a una fuerza combinada de Austria y Rusia en la Segunda Batalla de Zúrich (27 de septiembre). Su división rechazó los puestos avanzados rusos en el río Limmat. Posteriormente participó en la persecución salvaje de los austriacos, lo que resultó en una decisiva victoria francesa. Fue ascendido a comandante de división y continuó en la campaña contra las tropas de la Coalición en Suiza.
En 1800, Gazan acompañó al Ejército italiano de Masséna, como general de división en el Cuerpo de Jean-de-Dieu Soult. La 1.ª División incluía a los Granaderos Piedmontais, la 30.ª Legne (infantería ligera) y partes de los 2.º, 3.º y 78.º Regimientos Ligne (infantería de línea), con un total de aproximadamente 4.500 hombres. Mientras el Cuerpo de Soult hacía campaña en el norte central de Italia, Masséna fue sitiada en Génova por un ejército austríaco de 24.000 y un escuadrón naval británico. Soult movió su Cuerpo hacia el este para relevar a Génova. Como parte del Cuerpo de Soult, Gazan participó en la batalla en el Paso de Bocchetta (9 de abril), donde comandó el ala derecha, y nuevamente en la batalla de Sassello (10 de abril). En ambos enfrentamientos, su división fue superada en número casi tres a uno y sufrió muchas bajas. Los franceses tuvieron muchas bajas. Más adelante en el mes, participó en el enfrentamiento en Voltri (18 de abril de 1800). Para relevar a Masséna en Génova, Soult organizó varios asaltos contra fuertes austríacos. posiciones alrededor de la ciudad. En Montecreto (13 de mayo de 1800), la división de Gazan y la primera columna de la fuerza principal de Soult (aproximadamente 5.000 hombres), atacaron una posición austriaca más fuerte de 7.000, bajo el mando del Príncipe Hohenzollern. Soult fue hecho prisionero, el general de brigada Joseph Perrin fue asesinado y el comandante de caballería, Jean-Joseph Gauthier, resultó gravemente herido. La derrota se pudo ver desde las murallas de Génova y provocó que la moral de la guarnición francesa cayera en picado; muchas unidades ya estaban al borde del motín y la comida escaseaba. Gazan, que había resultado herido, llevó sus tropas a Lozano y se unió a Louis Gabriel Suchet. Allí comandó una división del Ejército de Italia (Armée d'Italie) y luchó en una victoria francesa en la batalla de Pozzolo (Batalla de Pozzolo (25 de diciembre de 1800)) contra los austriacos. Fue nombrado comandante de la Primera Subdivisión de la 27ª División Militar en Piamonte. Después de la paz en 1801, Gazan regresó a casa, pero poco después de su regreso, recibió una nueva asignación como comandante de una brigada en el norte de Italia, donde permaneció hasta la declaración del Primer Imperio Francés en 1804.

## Servicio durante las Guerras Napoleónicas

### Dürrenstein y Jena

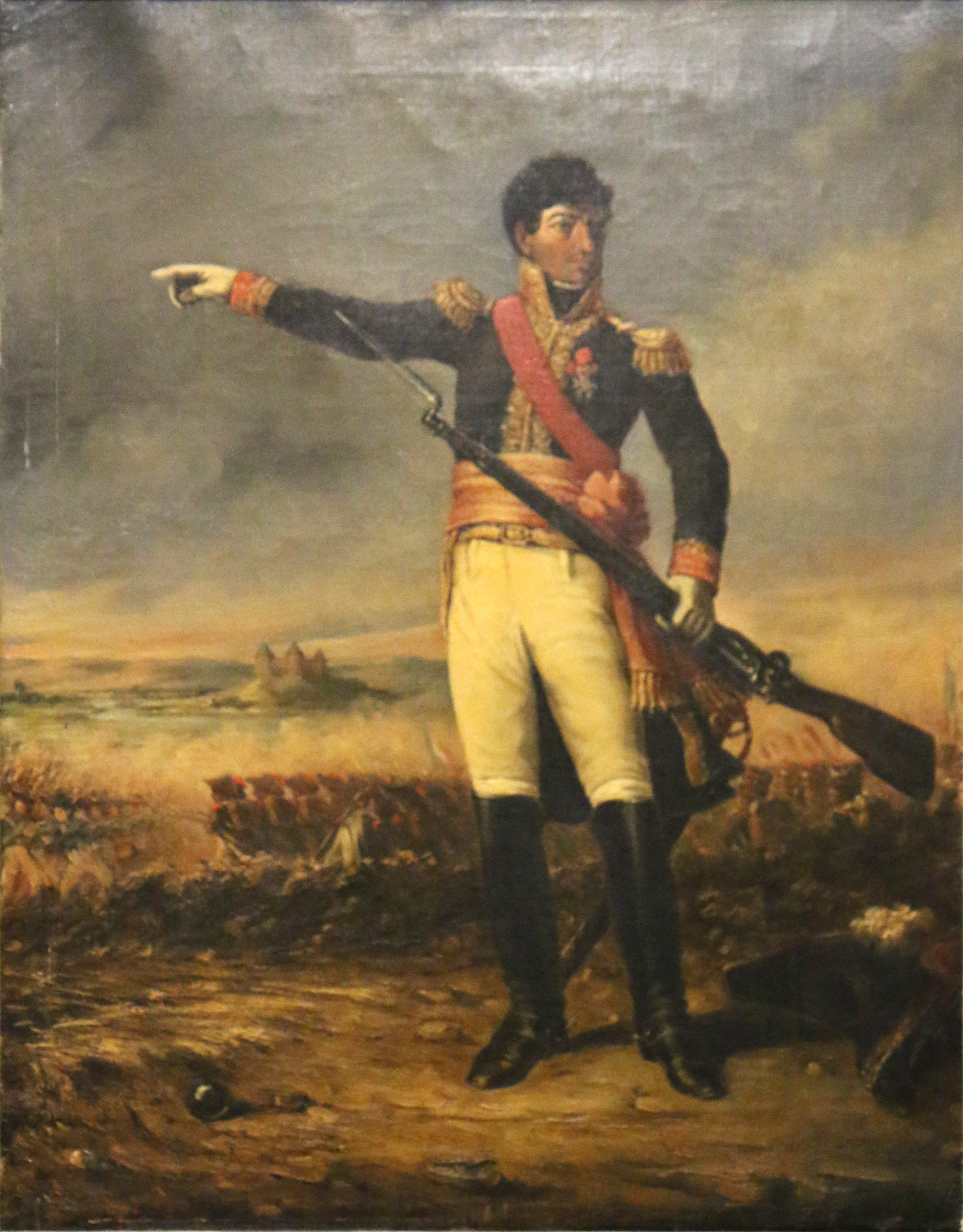
General Gazan en la batalla de Dürenstein, 11 de noviembre de 1805, por Charles Nègre.

En la Guerra de la Tercera Coalición, Gazan inicialmente fue asignado como comandante de división de la Grande Armée de Napoleón en Lille, en preparación para la planeada invasión de Inglaterra; permaneció allí hasta que se abandonó la idea. En agosto de 1805, Gazan comandó una división del ejército que rodeó a los austriacos en Ulm. El 11 de noviembre, bajo el Marshal Mortier, su división proporcionó la vanguardia en la marcha contra el ejército de Kutuzov. Mientras avanzaban a través de un estrecho cañón del Danubio, la división quedó aislada de la fuerza principal, cerca de Dürenstein. Por el pequeño pueblo en el Danubio, famoso como la prisión de Ricardo Corazón de León a finales del siglo XII, él y su división quedaron atrapados en un estrecho cañón, atacados por una fuerza rusa en su retaguardia y más rusos en su frente. La división de Gaza luchó desesperadamente por un día angustioso y sufrió un 40 por ciento de bajas. Él y Mortier finalmente fueron rescatados por la llegada del VIII. 1.ª División del Cuerpo, comandada por Pierre Dupont de l'Étang, pero solo después de la pérdida de casi 4,000 hombres. Además, 47 oficiales y 895 hombres fueron capturados, y perdió cinco armas, así como las águilas del 4º Regimiento de Infantería, y el águila y guidón del 4º de Dragones. Como reconocimiento a su conducta en "la inmortal Batalla de Dürenstein", recibió la Gran Cruz de Oficiales de la Legión de Honor y los supervivientes de su división fueron enviados a Viena para recuperarse. Cuando Austria pidió la paz, la división de Gaza fue enviada a Würzburg en Baviera, donde permaneció hasta que Prusia declaró la guerra en octubre de 1806.
La división de Gazan luchó en la victoria francesa sobre Prusia en la Batalla de Jena-Auerstedt (14 de octubre de 1806). En Ostrolenka (Ostrolenka) (16 de febrero de 1807), las tropas de Gaza tomaron tres armas y dos colores rusos. De lo contrario, sus tropas se quedaron en sus cuarteles de invierno. Después del nuevo tratado de paz, las tropas de Gaza fueron enviadas a Silesia para restaurar el orden. En 1808, fue nombrado Conde de la Peyriére.

### Primera Guerra Peninsular
En octubre de 1808, ahora adscrito al VI. Cuerpo, Gazan fue a España con Jean Lannes y llegó a Zaragoza en diciembre. La ciudad estaba sitiada y defendida por los españoles bajo José de Palafox. Lannes ordenó un ataque el 22 de enero de 1809 para capturar la ciudad en combates calle por calle; cuando los franceses tomaron un bloque, los zapadores cavaron túneles debajo de las casas y las volaron, lo que impidió que los luchadores callejeros españoles se colaran en las casas detrás de ellos. El método fue efectivo pero laborioso. Asignación de Gazan, para tomar el Convento de Jesús bien fortificado. Palafox se rindió el 20 de febrero. El VI. El cuerpo ocupó el norte de Aragón después.
En julio de 1810, la fuerza de Gaza custodiaba los valles de Extremadura, cerca de Alcántara. En septiembre luchó contra el general español La Romana. En enero de 1811 cruzó la Sierra Morena para proteger el suministro. Del 15 al 21 de marzo, su 2.ª División del V. Cuerpo sitió y capturó la pequeña ciudad fortificada de Campo Maior, en el este de Portugal. Allí capturaron 50 cañones y la guarnición portuguesa de 100 hombres. Como general Latour-Maubourg, cuatro escuadrones de dragones y húsares y tres batallones del 100º de Infantería Ligera movieron los cañones a Badajoz la semana siguiente, una fuerza combinada de la 1ª y 7ª Caballería portuguesa y los británicos 13th Light Dragons, comandada por el general de brigada Robert Ballard Long, cargó y dispersó a los franceses 26th Dragons. En el tumulto, los conductores del convoy fueron cortados, pero en lugar de asegurar El convoy de armas, los británicos y los portugueses persiguieron con entusiasmo a la infantería que huía durante más de 11 kilómetros (6,8 mi); mientras tanto, los franceses salieron de Badajoz, evitando cuidadosamente a la infantería que huía y a sus perseguidores, y recuperaron todos los cañones menos uno.
En la Batalla de Albuera (16 de mayo de 1811), la "batalla más sangrienta de la Campaña Peninsular", la división de Gazan fue aplastada por los británicos. La fuerza, compuesta por dos brigadas de infantería, una de caballería y 40 cañones, fue envuelta por los británicos por tres lados. La 1ª División del General de División Girard también quedó atrapada. El tiroteo provocó un gran número de bajas y, según los informes, los cuerpos estaban apilados en una altura de tres y cuatro hombres; la distinción estaba en 360 mosquetes franceses en columnas profundas y estrechas frente a 2000 fusiles de chispa británicos en una doble línea de infantería. Solo un costoso error del comandante británico, mayor El general Colborne, evitó un desastre peor para los franceses. Colborne había desplegado su infantería en la línea estándar, con dos hombres de profundidad, y se había preparado para disparar andanadas a corta distancia contra el flanco francés. Reconociendo la oportunidad, el 2º de Húsares y el 1º de Lanceros del Vístula (una unidad polaca) de Latour-Marbourg atacaron la línea británica antes de que la infantería pudiera formar sus cuadrados defensivos. La caballería francesa provocó bajas masivas en la Brigada de Colborne. El [[Buffs (Royal East Kent Regiment)] 3er (East Kent) Regiment of Foot ("The Buffs")]] perdió 643 de sus 754 hombres en Albuera, la mayoría de ellos en el ataque inicial de la caballería francesa. Los siguientes dos regimientos en línea perdieron más de 500 hombres combinados y la brigada de Colborne perdió 1413 de sus 2166 hombres. Sin embargo, a pesar del asalto montado, la 2.ª División francesa sufrió un gran número de bajas y perdió cinco colores, un golpe significativo a su moral y orgullo. ) Gazan resultó herido en la batalla y regresó a Sevilla, donde fue asignado a un puesto de personal durante su recuperación.

### Gazán y la Guerra Peninsular de 1813
En junio de 1813, Gazan fue nombrado comandante del Ejército del Sur de Joseph Bonaparte. Joseph había establecido una larga línea defensiva en las alturas de Puebla, con el Ejército de Portugal en el flanco izquierdo, el Ejército del centro, comandado por Jean-Baptiste Drouet, Comte d'Erlon y el Ejército del Sur, en el flanco sur. El 21 de junio, los generales Rowland Hill y Pablo Morillo se trasladaron hacia el extremo sur del valle; Gazan y d'Erlon pidieron refuerzos a Jean-Baptiste Jourdan, pero el comandante del Cuerpo estaba preocupado por la posibilidad de un ataque en el flanco opuesto y no envió ninguno. A su vez, D'Erlon y Gazan no pudieron ponerse de acuerdo sobre cómo lidiar con la amenaza que se avecinaba. En las etapas iniciales de la batalla, el Ejército de Portugal comenzó a retroceder. Al darse cuenta de que su flanco sur no aguantaría frente a Hill y Morillo, Joseph ordenó a Gazan que se retirara en masas ordenadas. Hill y Morillo atacaron a las fuerzas de Gazan con tanta fuerza que Gazan se retiró.
Este fue el último comando de campo de Gazan. La retirada preventiva de Gazan creó una brecha en la línea francesa, exponiendo al ejército de D'Erlon en el centro. D'Erlon mantuvo su posición todo el tiempo que pudo, pero la línea colapsó a su alrededor. La retirada ordenada planificada de Joseph se convirtió en una derrota. Gazan abandonó toda su artillería. Los aliados capturaron todo el convoy de suministros, todo el equipaje y tomaron muchos prisioneros, incluidos la esposa y los hijos de Gazan, aunque luego lograron reunirse con él. Después de perder su tren de suministros, la situación del ejército francés fue terrible. Gazan mencionó que tanto los oficiales generales como los subordinados "estaban reducidos a la ropa que llevaban puesta y la mayoría de ellos estaban descalzos", pero la base del ejército también sufrió enormemente por hambre, exposición y enfermedades. Cuando Soult asumió el mando del nuevo Ejército de los Pirineos, Gazan se convirtió en su jefe de personal hasta la abdicación de Napoleón.

## Regreso de Napoleón y vida posterior
Durante los Cien Días, Gazan dudó pero finalmente se unió a Napoleón, con poco entusiasmo y no recibió un mando de campo. Después de la guerra, Jean-Baptiste Jourdan convenció a Gazan para que formara parte del Consejo convocado el 9 de noviembre de 1815 para juzgar a Michel Ney por traición. A pesar de su juramento de lealtad a la monarquía restaurada, el leal Ney se había unido al estandarte de Napoleón inmediatamente después de su desembarco en el sur de Francia y había llevado un cuerpo a la batalla en la Waterloo. El Rey deseaba señalar a los antiguos mariscales de Napoleón y Ney se convirtió en el foco de su ira. La relación de Gazan con Ney había comenzado en las Guerras Revolucionarias Francesas poco después del ascenso de Ney a general de división. En la Batalla de Winterthur (1799), había sido uno de los primeros comandantes de brigada de Ney. Aunque el gobierno del Rey pudo haber esperado que el "Conseil" encontrara a Ney culpable, los miembros votaron 5-2 para declararse incapaces de llegar a un veredicto, y remitieron el caso a la Cámara de los Pares (Francia).
Algunos historiadores sostienen que la pena de muerte de Ney se debió a la negativa del tribunal militar a actuar en el caso; sólo el tribunal militar podría haber emitido un veredicto de "culpable en circunstancias excepcionales". Tal veredicto habría significado el encarcelamiento de por vida de Ney, pero no habría requerido su ejecución. Cuando el tribunal militar se negó a llegar a un veredicto, el caso de Ney fue a la Cámara de Pares, que estaba poblada por una mezcla de viejos y nuevos pares. Los viejos compañeros podrían no haber sido receptivos a la situación de Ney; después de todo, había sido una parte muy visible del éxito de Napoleón en toda Europa. Si algunos de los nuevos compañeros simpatizaban con la situación de Ney, es posible que también estuvieran ansiosos por demostrar su propia lealtad al nuevo régimen. El penalti de Ney era una conclusión inevitable.
A pesar de esto, o quizás por eso, Luis XVIII obligó a Gazan a retirarse en Grasse, donde el anciano general incursionó sin éxito en la política. Después de 1830 revolución, el nuevo "Rey de los franceses" Louis Philippe convirtió a Gaza en un par de Francia, y recibió el mando de una división militar en Marsella. En ese momento, era un anciano y estaba mal de salud, y se jubiló en junio de 1832. Gazan de la Peyriére murió en Grasse el 9 de abril de 1845.